# Vida de Cristo (Giotto)
Alte Pinakothek, Munique. c. 1320-25.]]
A Vida de Cristo é uma série de sete pinturas em têmpera e ouro sobre painel, atribuídas a Giotto e datadas de cerca de 1320-1325. Retratando a Natividade e a Paixão de Cristo, e o Pentecostes, eles estão agora alojados em vários museus: três estão na Alte Pinakothek, em Munique, e o Metropolitan Museum of Art, em Nova York, o Museu Isabella Stewart Gardner, em Boston, a Berenson Collection, em Settignano, e a National Gallery, em Londres, têm um cada.